# هوبرت یون وترال همیلتون
هوبرت یون وترال همیلتون (انگلیسی: Hubert Hamilton؛ ۲۷ ژوئن ۱۸۶۱ – ۱۴ اکتبر ۱۹۱۴) فرد نظامی اهل پادشاهی متحد بریتانیای کبیر و ایرلند بود. وی همچنین برندهٔ جوایزی همچون نشان حمام و نشان سلطنتی ویکتوریایی شده‌است.